# Hercules-Victor
Hercules-Victor is een Australisch motorfietsmerk uit het begin van de twintigste eeuw. 
Foto's van een model uit 1921 tonen een motorfiets met een dwars geplaatste zijklep-boxermotor die waarschijnlijk van het Britse merk Coventry Victor is. Dan zou dit hetzelfde merk zijn als Hercules (Australië)